# Volby do Státního shromáždění Republiky Slovinsko 1996
Volby do Státního shromáždění Republiky Slovinsko se konaly 10. listopadu 1996. Volební účast byla 73,70 %. Voleno bylo 88 poslanců z 90, zbylí dva byli delegáti národnostních menšin.

## Volební výsledky
| Politický subjekt                          | Počet hlasů | Procenta | Mandáty |
| ------------------------------------------ | ----------- | -------- | ------- |
| Liberalna demokracija Slovenije            | 288 783     | 27,01 %  | 25      |
| Slovenska ljudska stranka                  | 207 186     | 19,38 %  | 19      |
| Socialdemokratska stranka Slovenije        | 172 470     | 16,13 %  | 16      |
| Slovenski krščanski demokrati              | 102 852     | 9,62 %   | 10      |
| Sdružena lista socialnih demokratov        | 96 597      | 9,03 %   | 9       |
| Demokratična stranka upokojencev Slovenije | 46 152      | 4,32 %   | 5       |
| Slovenska nacionalna stranka               | 34 422      | 3,22 %   | 4       |